# Maria Pedrini
María Pedrini (Brisighella, 3 de febrero de 1910 - Roma, 8 de diciembre de 1981) fue una soprano italiana.
Hija del turinés Virgilio, un policía a caballo, y de la siciliana Annunziata Peleggi, la familia siguió los traslados de su padre motivados por el trabajo llegando a Roma, donde comenzó a estudiar canto a pesar de la reticencia de sus padres. Con el tiempo, María entró en Santa Cecilia de Roma, después de una audición que impresionó al comité, formado del famoso maestro Edvige Ghibaudo, quien la siguió con una especial dedicación. Después de graduarse, debutó el 24 de noviembre de 1931 en el Teatro Adriano con Mefistofele de Arrigo Boito, en el papel de Elena. Poco después participó en un concurso internacional que se celebró en Viena y ganó el primer premio. Su nombre llamó la atención de las autoridades italianas y extranjeras.
Es considerada como la heredera de Claudia Muzio, de la que fue a menudo reserva y varios documentos demuestran como la "Divina" quería sus consejos. Sustituyó por primera vez a Claudia Muzio el 22 de febrero de 1936 en el papel de Cecilia de Licinio Refice en el Teatro Verdi de Trieste.
Participó como protagonista en más de 200 obras, algunas de ellas estrenos.
En las clases de canto que dio al final de su carrera, tuvo grandes alumnos, entre los que destacó Cloe Elmo (1910-1962).